# Milton Torres 1957 UFO Encounter

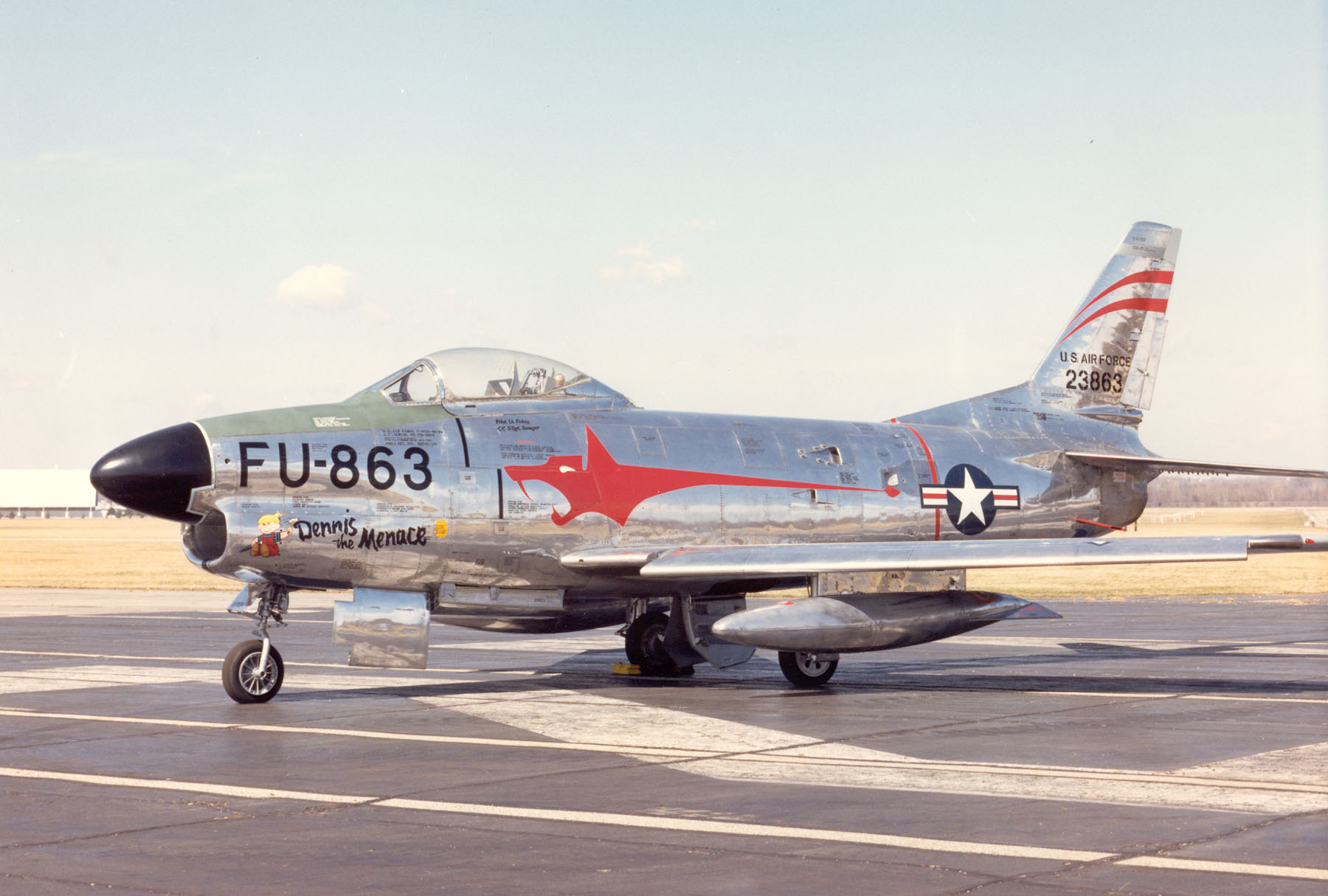
F-86D Sabre fighter jet van het type waarin Milton Torres in 1957 vloog.

De Milton Torres 1957 UFO-ontmoeting (Milton Torres 1957 Encounter) is een geval gemeld door een voormalige straaljagerpiloot van de United States Air Force, John Milton Torres uit Miami in Florida. 
Op 20 mei 1957 kreeg de 25-jarige Torres het bevel om een groot ongeïdentificeerd vliegend object (ufo) te onderscheppen en neer te schieten dat op radar was gesignaleerd boven East Anglia in het Verenigd Koninkrijk. Torres, die in een North American F-86 Sabre jet vloog, naderde het object en maakte zich klaar om te vuren. Nog voor hij zijn wapens had gericht (lock on) verdween de ufo met grote snelheid. De details van deze zaak zijn voor het eerst openbaar gemaakt in een release van ufo-gerelateerde dossiers door de Britse regering in oktober 2008. 
Deze zaak vertoont een aantal gelijkenissen met de crash van een ufo in Del Rio (Texas) die in 1955 zou plaatsgevonden hebben. Ook daar was sprake van een contact tussen een F-86 Sabre en een ufo.